# Bavčići
Bavčići su naseljeno mjesto u općini Foča-Ustikolina, Federacija BiH, BiH. Smješteno je na desnoj obali rijeke Drine.

## Stanovništvo
| Narod     | Popis 1961. | Popis 1971. | Popis 1981. | Popis 1991. |
| --------- | ----------- | ----------- | ----------- | ----------- |
| Hrvati    | 1           |             |             |             |
| Muslimani | 210         | 241         | 210         | 169         |
| Srbi      | 75          | 57          | 40          | 24          |
| ostali    | 4           |             |             | 1           |
| Ukupno    | 290         | 298         | 250         | 194         |